# Dzjimaristsqali
Dzjimaristsqali (georgiska: ჯიმარისწყალი) är ett vattendrag i Georgien. Det ligger i den nordöstra delen av landet, 110 km norr om huvudstaden Tbilisi.